# Villoviado
Villoviado es un antiguo municipio, y una entidad local menor perteneciente al municipio de Lerma, en la provincia de Burgos, en España. Está situada en la comarca de Arlanza.
Su alcalde pedáneo (2023-2023) es Claudio García Peña, del Partido Popular.

## Población
En 2006, contaba con 32 habitantes.
En 1842, contaba con 13 hogares y 40 vecinos. Entre el censo de 1857 y el anterior, se integró en el municipio 09313 (Revilla Cabriada). Más tarde, por problemas de un reloj perteneciente a la torre de Villoviado que se llevaron a Revilla Cabriada, se rompió la integración con dicho pueblo y volviendo a estar como antes. Hoy en día está como pedanía de Lerma.

## Situación
Dista 7,5 km de la capital del municipio, Lerma, y está situado entre Rabé de los Escuderos y Castrillo de Solarana. 
Wikimapia/Coordenadas: 41°58'45"N 3°42'9"W

## Monumentos
Iglesia de San VitoresLa localidad cuenta con una iglesia de dos naves y la cabecera del edificio se considera la parte más antigua del templo. Su elemento más antiguo es la pila bautismal, de estilo románico. El retablo data del siglo XVII y en él aparece la figura de San Vitores al que está dedicada la iglesia. Cuenta además con otros dos retablos menores, uno dedicado a la Virgen del Rosario, fechado hacia 1580, y otro del Santo Cristo, de comienzos del siglo XVII (1620).
Casa solariega del «cura Merino»situada a los pies de la iglesia.
Moral bendito de VilloviadoEs un inmenso moral. Se le estiman 5 siglos de antigüedad. Se le considera el moral más grueso de Castilla y León y posiblemente de toda España. Se ubica en una pequeña elevación en la que también se alza la iglesia de San Vitores ocultando parte del campanario. Se le asocia a una antigua costumbre, consistente en que los tallos delgaditos del moral se pasaban por la cañada de un hilo y se les ponía en el cuello a los niños pequeños, de un año o dos de edad, para quitarles las lombrices. Dice la tradición que este moral vino de Cerezo de Río Tirón donde fue martirizado Vitores de Cerezo. De cada gota de sangre que cayó al suelo salió una morera. Una de ellas fue traída a Villoviado. En 1995 el moral de la iglesia tenía 10 metros de altura, un perímetro de 5,78 m (a 1,3 m de altura) y un diámetro de la copa de 11,1 m.

## Personalidades

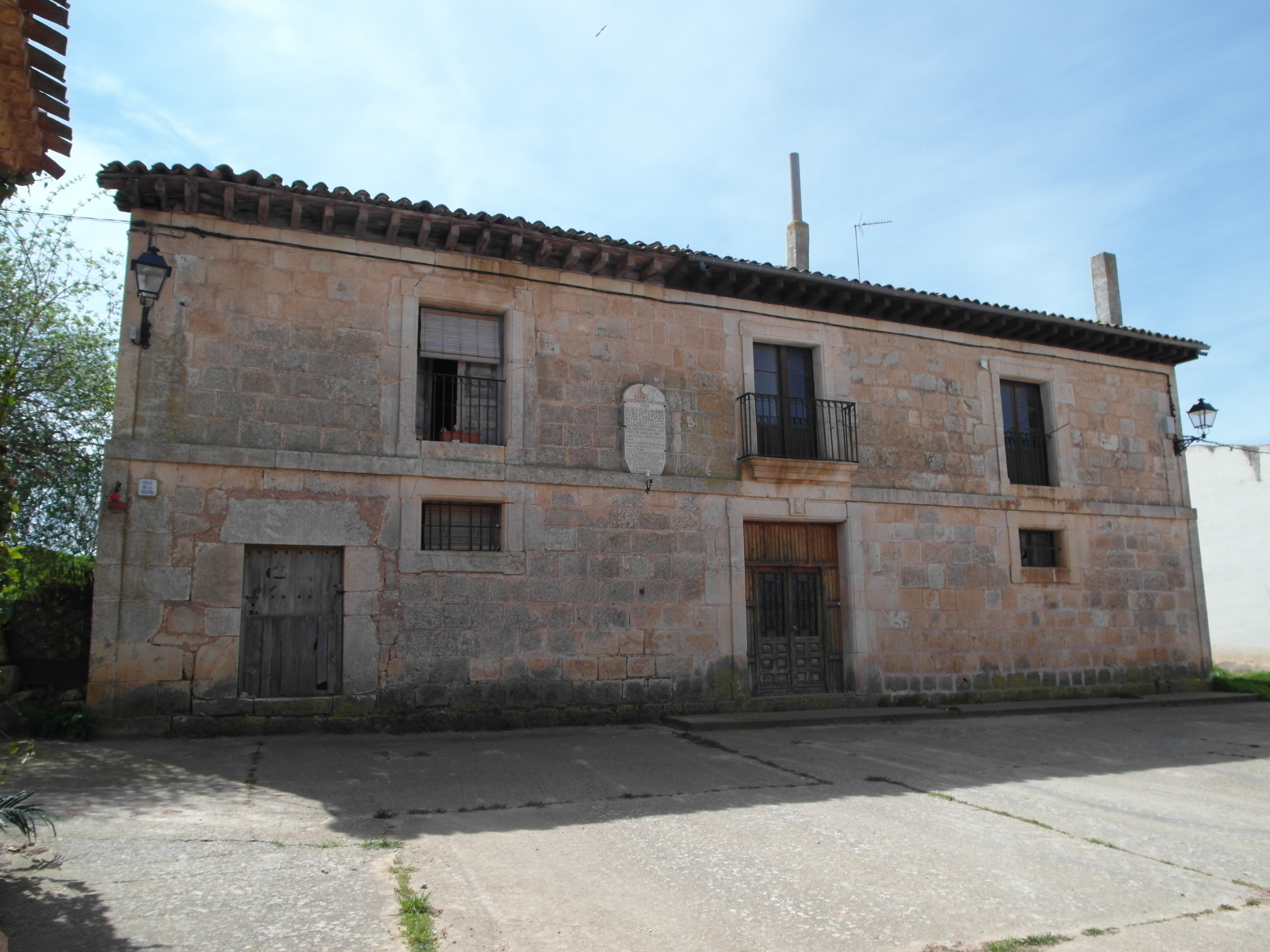
Casa del «cura Merino» en Villoviado.

Jerónimo Merino, guerrillero, conocido como el Cura Merino, fue párroco de Villoviado. Nació en la localidad el 30 de septiembre de 1769 y murió ya anciano en Alenzón (Francia) el 12 de noviembre de 1844 a la edad de 75 años, con un largo historial de hazañas y batallas en contra de la invasión francesa.